# Наґава (Наґано)

36°15′22″ пн. ш. 138°16′4″ сх. д. / 36.25611° пн. ш. 138.26778° сх. д.
Наґа́ва (яп. 長和町, ながわまち, МФА: [nagawa mat͡ɕi̥]) — містечко в Японії, в повіті Тіїсаґата префектури Наґано. Станом на 1 квітня 2009 площа містечка становила 183,95 км². Станом на 1 липня 2011 населення містечка становило 6698 осіб.